# 中本弘
中本 弘（なかもと ひろむ、1931年（昭和6年）2月21日 - 2024年11月8日）は、日本の政治家。広島市議会議員(14期)。

## 来歴
広島市南区選出。
1967年5月広島市議会議員に初当選。次男は広島県議会議員・議長の中本隆志である。。
自由民主党・市民クラブに所属し、建設委員会及び都市活性化対策特別委員会に属し、議長、副議長を務めた。
2018年には議員在職50年を迎えた。
2019年、14回目の当選を果たし、旭日中綬章を受章。2023年に政界から引退した。
2024年11月8日、広島市内の病院で死去した。93歳没。死没日付をもって正五位に叙された。